# Colm Wilkinson
Colm Wilkinson (Dublino, 5 giugno 1944) è un tenore irlandese con cittadinanza canadese.
Deve la sua fama all'interpretazione di Jean Valjean nel cast originale di West End e Broadway del musical Les Misérables.
Nonostante la sua particolare vocalità, maturata nel corso degli anni in stile canoro insolito e inconfondibile, gli abbia permesso di interpretare con efficacia solo un numero relativamente ristretto di ruoli, sono celebri le sue interpretazioni di Bring Him Home (da Les Misérables) e The Music of the Night (da The Phantom of the Opera).

## Biografia
La sua carriera nel musical comincia nel 1972, quando interpreta Giuda nella produzione dublinese di Jesus Christ Superstar, della coppia Andrew Lloyd Webber e Tim Rice; successivamente ne riprende il ruolo a Londra e nella tournée nazionale. Nel 1976 interpreta il ruolo di Che nella prima incisione discografica di Evita, sempre di Lloyd Webber e Rice, ma, invece di riprendere lo stesso ruolo a teatro quando il musical debutta due anni dopo, si dedica a una carriera di cantautore in Irlanda, con il nome di C. T. Wilkinson. Da solista arriva a rappresentare il suo paese all'Eurovision Song Contest 1978 con la canzone Born to Sing, arrivando quinto.
Nel 1985 collabora di nuovo con Lloyd Webber, interpretando il ruolo del Fantasma in The Phantom of the Opera durante un workshop tenutosi alla residenza del compositore a Sydmonton, che gli offre la parte in vista del debutto a West End. Wilkinson rifiuterà, preferendogli Les Misérables; è infatti il primo Jean Valjean nell'edizione in lingua inglese del musical quando quest'ultimo arriva a Londra nell'ottobre del 1985. Riprende poi il ruolo nella produzione di Broadway del marzo 1987, venendo candidato a un Tony Award al miglior attore protagonista in un musical. Nel 1995 ha ricoperto nuovamente il ruolo di Valjean in occasione del concerto per il 10º anniversario del musical. Sul palcoscenico, è tornato a interpretare Valjean in altre tre occasioni dal 1998 al 2002, a Toronto, Dublino e al Gran teatro di Shanghai.
Nel 1989 Wilkinson si è trasferito con la famiglia (è sposato dal 1970 con Deirdre Murphy, da cui ha avuto quattro figli, Aaron, Judith, Simon e Sarah) a Toronto, dove ha interpretato nuovamente il Fantasma alla prima canadese de Il fantasma dell'Opera per quattro anni e mezzo; ha ottenuto la cittadinanza nei primi anni duemila.
Nel 2010 è stato ospite d'onore al concerto per il 25º anniversario di Les Misérables all'O2 Arena di Londra. L'anno seguente ha partecipato al concerto per il 25º anniversario de Il fantasma dell'opera alla Royal Albert Hall.
Nel 2012 ha interpretato il Vescovo di Digne nell'adattamento cinematografico di Les Misérables, dividendo la scena col Jean Valjean di Hugh Jackman. 

## Teatro
- Les Misérables di Claude-Michel Schönberg (musiche) e Schönberg e Alain Boublil (libretto), traduzione di Herbert Kretzmer, regia di Trevor Nunn e John Caird, con Colm Wilkinson (Jean Valjean), Roger Allam (Javert), Patti LuPone (Fantine), Alun Armstrong (Thénardier), Susan Jane Tanner (Madame Thénardier), Rebecca Caine (Cosette), Michael Ball (Marius), Frances Ruffelle (Éponine), David Burt (Enjolras), Liza Hayden (Gavroche), Clive Carter (Grantaire) e Ken Caswell (Vescovo di Digne). Barbican Centre di Londra (1985-1986)
- Les Misérables di Claude-Michel Schönberg (musiche) e Schönberg e Alain Boublil (libretto), traduzione di Herbert Kretzmer, regia di Trevor Nunn e John Caird, con Colm Wilkinson (Jean Valjean), Terrence Mann (Javert), Randy Graff (Fantine), Leo Burmester (Thénardier), Jennifer Butt (Madame Thénardier), Judy Kuhn (Cosette), David Bryant (Marius), Frances Ruffelle (Éponine), Michael Maguire (Enjolras), Braden Danner (Gavroche), Anthony Crivello (Grantaire) e Norman Large (Vescovo di Digne). Broadway Theatre di Broadway (1987)

## Filmografia
- I Tudors (The Tudors) – serie TV, episodi 3x02-3x03-4x04 (2009-2010)
- Les Misérables, regia di Tom Hooper (2012)